# 森井裕一
森井 裕一（もりい ゆういち、1965年 - ）は、日本の政治学者。専門は、国際関係論・EU研究・ドイツ政治。東京大学大学院総合文化研究科地域文化研究専攻教授。

## 略歴
群馬県生まれ。1989年、上智大学外国語学部ドイツ語学科卒業、東京大学大学院総合文化研究科国際関係論専攻修士課程入学。1991年から92年までドイツ学術交流会奨学金給付生としてヨハネス・グーテンベルク大学マインツ政治学科に留学。1994年、東京大学大学院総合文化研究科博士課程退学。同年から琉球大学法文学部専任講師、1999年1月から筑波大学国際総合学類にて専任講師を経て、2000年4月から、東京大学大学院総合文化研究科地域文化研究専攻助教授。2007年4月から准教授。2015年4月から教授。

## 著作

### 単著
- 『現代ドイツの外交と政治』（信山社出版、2024年（第２版）、2008年）

### 編著
- 『ドイツの歴史を知るための50章』（明石書店，2016年）
- 『国際関係の中の拡大EU』（信山社, 2005年）
- 『ヨーロッパの政治経済・入門 (有斐閣ブックス)』（有斐閣、2022年（新版）、2012年）

### 共編著
- Cooperation Experiences in Europe and Asia, co-edited with Hoon Jaung, (Shinzansha Publisher, 2004).
- 『EU拡大のフロンティア―トルコとの対話』（信山社, 2007年）
- 『地域統合とグローバル秩序－ヨーロッパとアジア・日本』（信山社, 2010年）

## 論文
- 「欧州共同体と国民国家体系――マーストリヒト条約と複合統治モデル」『国際政治』第101号（1992年）
- 「ボン民主主義と直接参加――法的枠組みと政治動向」『比較憲法学研究』第6号（1994年）
- 「単一欧州議定書の形成過程――ドイツ連邦共和国の欧州統合政策」『琉大法学』第57号（1996年）
- 「欧州議会の直接選挙とドイツの統合政策――構成主義アプローチによる直接選挙導入過程分析」『政策科学・国際関係論集』第1号（1998年）
- 「統一後ドイツのヨーロッパ統合政策――TEUとアムステルダム条約」『政策科学・国際関係論集』第2号（1999年）
- 「ヨーロッパ統合の拡大・深化とドイツのヨーロッパ政策」『ドイツ研究』第31号（2000年）
- 「欧州安全保障とドイツの『ヨーロッパ政策』――98年政権交代とシュレーダー政権初期を中心として」『Odysseus』（2001年）
- 「2002年ドイツ連邦議会選挙と政治動向」『ヨーロッパ研究』第2号（2003年）
- 「ドイツ外交における同盟と統合――シュレーダー政権を中心として」『国際政治』140号（2005年）
- 「グローバル化の中のドイツ外交」木畑洋一編『ヨーロッパ統合と国際関係』（日本経済評論社, 2005年）
- 「メルケル政権の外交政策――ドイツ外交の継続性と変容」『国際問題』第555号（2006年）
- 「ドイツとEU――EUにおける独仏関係（ドイツの視点）」田中俊郎・庄司克宏編『EU統合の軌跡とベクトル――トランスナショナルな政治社会秩序形成への模索』（慶應義塾大学出版会, 2006年）
- 「地域主義の経験と課題──欧州の場合」国分良成・酒井啓子・遠藤貢編『日本の国際政治学（3）地域から見た国際政治』（有斐閣, 2009年）